# Мария Антониу
Мария Василиу Антониу (на гръцки: Μαρία Βασιλείου Αντωνίου) е гръцки политик от Нова демокрация.

## Биография
Родена е на 19 юли 1968 година в Костур в семейството на учителя Василиос Антониу и Евангелия Зисопулу от Висанско (Певкофито). Учи във Факултета за лесовъдство и природна среда на Солунския университет. От 2005 до 2009 година е генерален секретар на ном Костур. В 2010 година на конгрес на партията е избрана в Политическия комитет на Нова демокрация. Избирана е за депутат от Костур от 2012 г.